# Valerij Borzov
Valerij Filipovič Borzov (rusky: Валерий Филиппович Борзов, ukrajinsky: Валерій Пилипович Борзов – Valerij Pylypovyč Borzov; * 20. října 1949 Sambir) je bývalý sovětský atlet, běžec, sprinter, olympijský vítěz a trojnásobný mistr Evropy v běhu na 100 metrů a olympijský vítěz a mistr Evropy v běhu na 200 metrů, předseda Ukrajinské lehkoatletické federace a politik.
Na zahájení Letních olympijských her 1972 v Mnichově byl vlajkonošem výpravy Sovětského svazu.
Člen KSSS od roku 1972. Od roku 1994 je členem Mezinárodního olympijského výboru a v roce 1996 se stává předsedou lehkoatletické federace Ukrajiny. V letech 2002 – 2006 byl poslancem ukrajinského parlamentu. V roce 2004 byl po třetí zvolen na další čtyřleté období.
Od roku 1977 je manželem bývalé sovětské sportovní gymnastky, mnohonásobné medailistky z OH, MS a ME Ludmily Turiščevové (nar. 7. října 1952 v Grozném).

## Rychlostní rekord
V roce 1972 měl Borzov údajně zvládnout dva následné deset yardů (9,14 m) dlouhé úseky sprinterské trati za 1,56 sekundy, což odpovídá rychlosti 11,72 m/s (42,21 km/h). Jiné údaje však hovoří spíše o rychlosti 11,484 m/s. (41,34 km/h). Rychlosti 11,78 m/s a 11,82 m/s od amerických sprinterů z konce 70. let zůstávají nepotvrzené.

## Dosažené úspěchy

### Letní olympijské hry
- LOH 1972 Mnichov Západní Německo
  -  Zlatá medaile v běhu na 100 m
  -  Zlatá medaile v běhu na 200 m
  -  Stříbrná medaile ve štafetě 4 × 100 m
- LOH 1976 Montreal Kanada
  -  Bronzová medaile v běhu na 100 m
  -  Bronzová medaile ve štafetě 4 × 100 m

### Mistrovství Evropy v atletice
- ME 1969 Athény Řecko
  -  Zlatá medaile v běhu na 100 m
  -  Stříbrná medaile ve štafetě 4 × 100 m
- ME 1971 Helsinky Finsko
  -  Zlatá medaile v běhu na 100 m
  -  Zlatá medaile v běhu na 200 m
- ME 1974 Řím Itálie
  -  Zlatá medaile v běhu na 100 m

### Halové mistrovství Evropy v atletice
- HME 1969 Bělehrad Jugoslávie
  -  Stříbrná medaile v běhu na 50 m
- HME 1970 Vídeň Rakousko
  -  Zlatá medaile v běhu na 60 m
- HME 1971 Sofie Bulharsko
  -  Zlatá medaile v běhu na 60 m
- HME 1972 Grenoble Francie
  -  Zlatá medaile v běhu na 60 m
- HME 1974 Göteborg Švédsko
  -  Zlatá medaile v běhu na 60 m
- HME 1975 Katovice Polsko
  -  Zlatá medaile v běhu na 60 m
- HME 1976 Mnichov Německo
  -  Zlatá medaile v běhu na 60 m
- HME 1977 San Sebastián Španělsko
  -  Zlatá medaile v běhu na 60 m

### Udělená vyznamenání
- Řád knížete Jaroslava Moudrého
- Leninův řád
- Řád Přátelství mezi národy
- Řád Odznak cti
- Zasloužilý mistr sportu SSSR